# 莫城区
莫城区（法語：Arrondissement de Meaux）是法国法兰西岛大区塞纳-马恩省所辖的一个区。总面积1200平方公里，总人口345928，人口密度288人/平方公里（2017年）。主要城镇为莫城。

## 辖区
莫城区辖有139个市镇。